# مطار سقطرى
مطار سقطرى (إياتا: SCT، إيكاو: OYSQ) هو مطار محلي يقع في جزيرة سقطرى أكبر الجزر اليمنية الموجودة في بحر العرب والتابعة لمحافظة حضرموت سابقاَ، ويمثل هذا المطار أهمية كبيرة لهذه الجزيرة حيث أن الجزيرة تبعد عن أقرب جزء من اليابسة (محافظة حضرموت ومحافظة المهرة) حوالي 318 كم.

## خطوط وشركات الطيران
- الخطوط الجوية اليمنية (صنعاء، عدن، المكلا)
- طيران السعيدة (صنعاء، عدن، المكلا)